# فلورنت زیته
فلورنت زیته (انگلیسی: Florent Zitte؛ زادهٔ ۱۷ مهٔ ۱۹۹۳) بازیکن فوتبال اهل فرانسه است.
از باشگاه‌هایی که در آن بازی کرده‌است می‌توان به باشگاه فوتبال نانسی اشاره کرد.